# Église Saint-Maurice de Lavoûte-sur-Loire
L'église Saint-Maurice est une église catholique située à Lavoûte-sur-Loire, en France.

## Localisation
L'église est située dans le département français de la Haute-Loire, sur la commune de Lavoûte-sur-Loire.

## Historique
L'édifice est classé au titre des monuments historiques en 1944.